# Bufo bankorensis
Bufo bankorensis es una especie de sapo de la familia Bufonidae. Es endémica de Taiwán. Su hábitat  natural  son las zonas tropicales o subtropicales secos y  bosques de baja altitud, ríos, ríos intermitentes, el agua dulce, pantanos, corrientes intermitentes de agua dulce, tierra arable, plantaciones, jardines rurales, estanques y tierras de regadío. Está amenazada por pérdida de hábitat.